# Gare de Wandsworth Common
La gare de Wandsworth Common (en anglais : Wandsworth Common railway station, est une gare ferroviaire de la ligne Brighton main line (en), en zone 3 Travelcard. Elle  est située sur la Jaggard Way  à Wandsworth Common dans le borough londonien de Wandsworth sur le territoire du Grand Londres.